# يانغ سين
يانغ سين (بالصينية: 杨森) هو سياسي صيني، ولد في 20 فبراير 1884 في غوانغان في الصين، وتوفي في 15 مايو 1977 في تايبيه في تايوان بسبب سرطان الرئة. حزبياً، نشط في الكومينتانغ وتونغ مانغ هوي. وقد انتخب Mayor of Chongqing ‏.